# IRCAM (Marokko)
Het IRCAM is een instituut dat zich in Marokko inzet voor heropleving van de taal (het Tamazight) en de cultuur van de Imazighen. Het werk van het instituut heeft internationale werking, aangezien veel Imazighen buiten Marokko leven: in Europa, maar ook elders; men spreekt van een Amazigh-diaspora.
IRCAM betekent Institut Royal de la Culture Amazighe, oftewel Koninklijk Instituut van de Tamazightcultuur. Het is gevestigd in de hoofdstad Rabat.
Het instituut is in 2001 door koning Mohammed VI opgericht, nadat hij een nationale conferentie bijeen had geroepen waar hij met de zes bevolkingsgroepen (Arabieren, Joden, christenen, Moren, Imazighen en Bedoeïenen) in gesprek ging over een intercultureel Marokko. De bevolkingsgroepen hebben daarna alle speciale rechten en voorzieningen toegezegd gekregen. Directeur van het IRCAM was tot 2005 Mohamed Chafik. Hij kreeg in 2002 de Prins Claus Prijs voor zijn inzet. Hij is opgevolgd door Ahmed Boukous.
Het IRCAM stond aan de wieg van het "Amazigh-manifest" dat in 2000 in Bouznika werd gepresenteerd tijdens een conferentie, die prompt door de politie ontbonden werd. Na een daaropvolgende bijeenkomst in het huis van Mohamed Chafik in Rabat verzamelden 500 vertegenwoordigers van Tamazigh-organisaties in korte tijd één miljoen handtekeningen voor het manifest, waarin wettelijke erkenning van het Tamazight als tweede nationale taal en bescherming van de Amazigh-cultuur gevraagd wordt. In en buiten het parlement stuit dit streven op hevig verzet van de panarabische en nationalistische partijen Parti de l'Istiqlal en Union Socialiste des Forces Populaires (USFP).
Het instituut standaardiseert het Tamazight en publiceert naast woordenboeken Arabisch-Tamazight en vice versa ook historische werken over de Imazighen. IRCAM heeft een dependance in het Franse Toulouse en onderhoudt contacten met ADRAR in Tilburg en met Maarten Kossmann, werkzaam aan de Universiteit Leiden.